# John Aird
John Aird, né le 15 novembre 1855 à Longueuil et mort le 30 novembre 1938 à Toronto) est un banquier canadien. Entré à la Canadian Bank of Commerce (en) en 1878, il en est président de 1924 à 1929.

## Biographie
Aird meurt à Toronto en 1938.
Son petit-fils John Black Aird est avocat et le 23e lieutenant-gouverneur de l'Ontario de 1980 à 1985.

## La Commission Aird
Un certain nombre de problèmes sont apparus au cours des années 1920, provoquant des débats sur la manière dont la radiodiffusion devait être gérée, avec le sentiment que les stations de radio religieuses étaient « ... apparues comme une nouvelle arme avec laquelle un groupe religieux pouvait en matraquer un autre », et que les stations américaines dominaient injustement les ondes malgré un accord pour réserver certaines fréquences exclusivement aux stations canadiennes. Celles-ci ont amené le gouvernement de William Lyon Mackenzie King à créer une Commission royale sur le sujet de la radiodiffusion. Aird a été nommé chef de cette commission qui comprenait Augustin Frigon, ingénieur électricien, et Charles Bowman, rédacteur en chef du Ottawa Citizen.
En 1929, la Commission Aird (en) présidée par Aird a remis au Parlement un rapport de neuf pages. Il contenait la recommandation selon laquelle la radiodiffusion au Canada devrait profiter à la population du pays. À cette fin, le rapport recommandait la création d'un organisme public, financé en partie par des droits de licence annuels de 3 $, ce qui préfigure le modèle de la Société Radio-Canada. Malheureusement, le marché boursier s'est effondré à peine six semaines après la publication du rapport, rendant problématique le soutien du gouvernement à la radiodiffusion publique. Cependant, sous le gouvernement de RB Bennett, la Commission canadienne de radiodiffusion est créée en 1932 sous la présidence d'Hector Charlesworth, journaliste et critique musical du magazine Saturday Night.